# Garni (kloof)

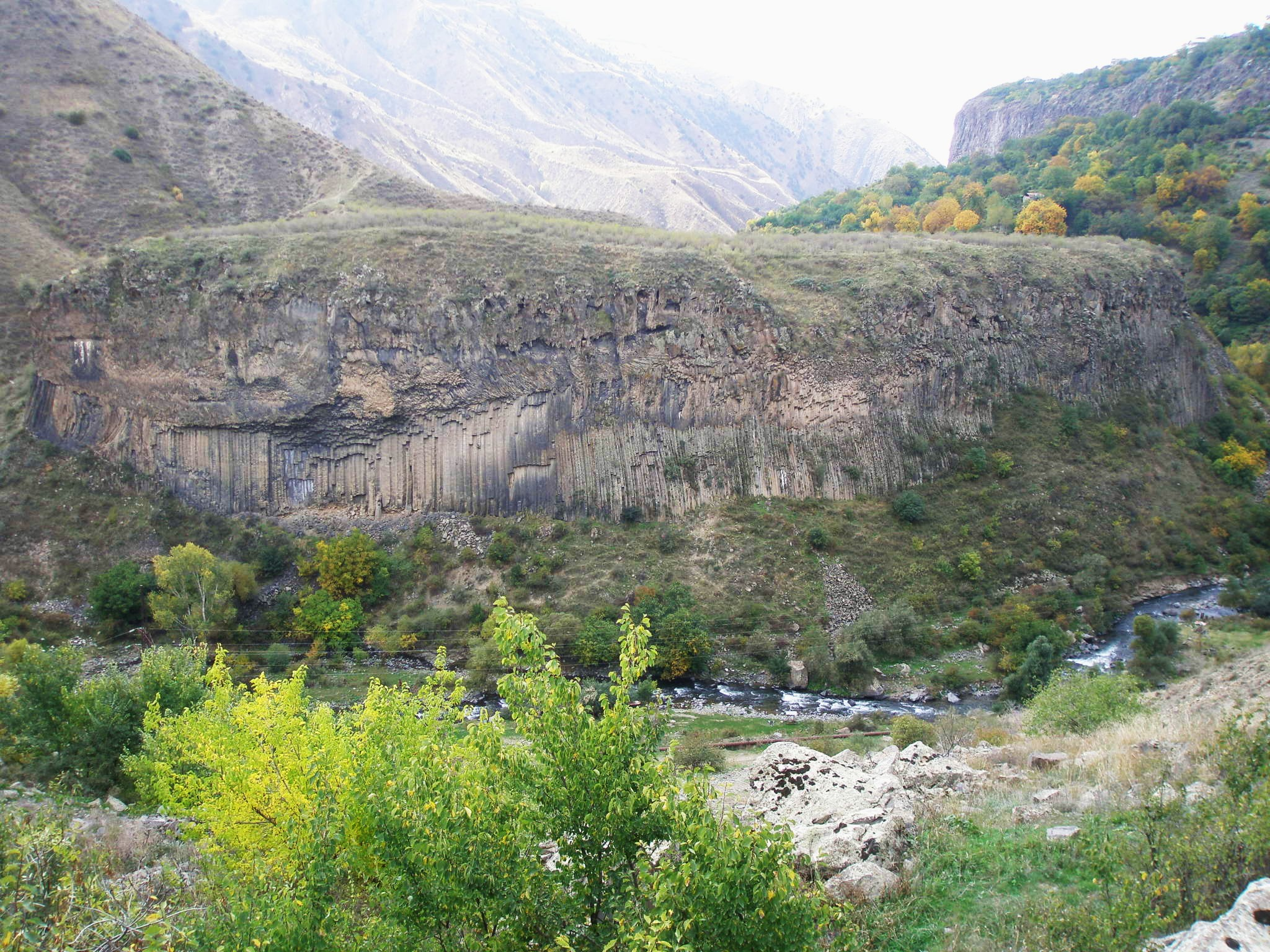
De kloof met de "Symfonie van de Stenen" van basaltkolommen

Garni is een kloof in Armenië en ligt op 23 kilometer ten oosten van Jerevan. De kloof ligt in de buurt van de plaats met dezelfde naam, Garni. 
Op een klif boven de kloof werd in de 1e eeuw na Christus een tempel gebouwd. Langs de wanden van de kloof bevinden zich rotswanden met goed bewaard gebleven basaltkolommen, uitgesneden door de rivier de Goght. Dit gedeelte van de kloof wordt meestal aangeduid als de "Symfonie van de Stenen". 

## Galerij

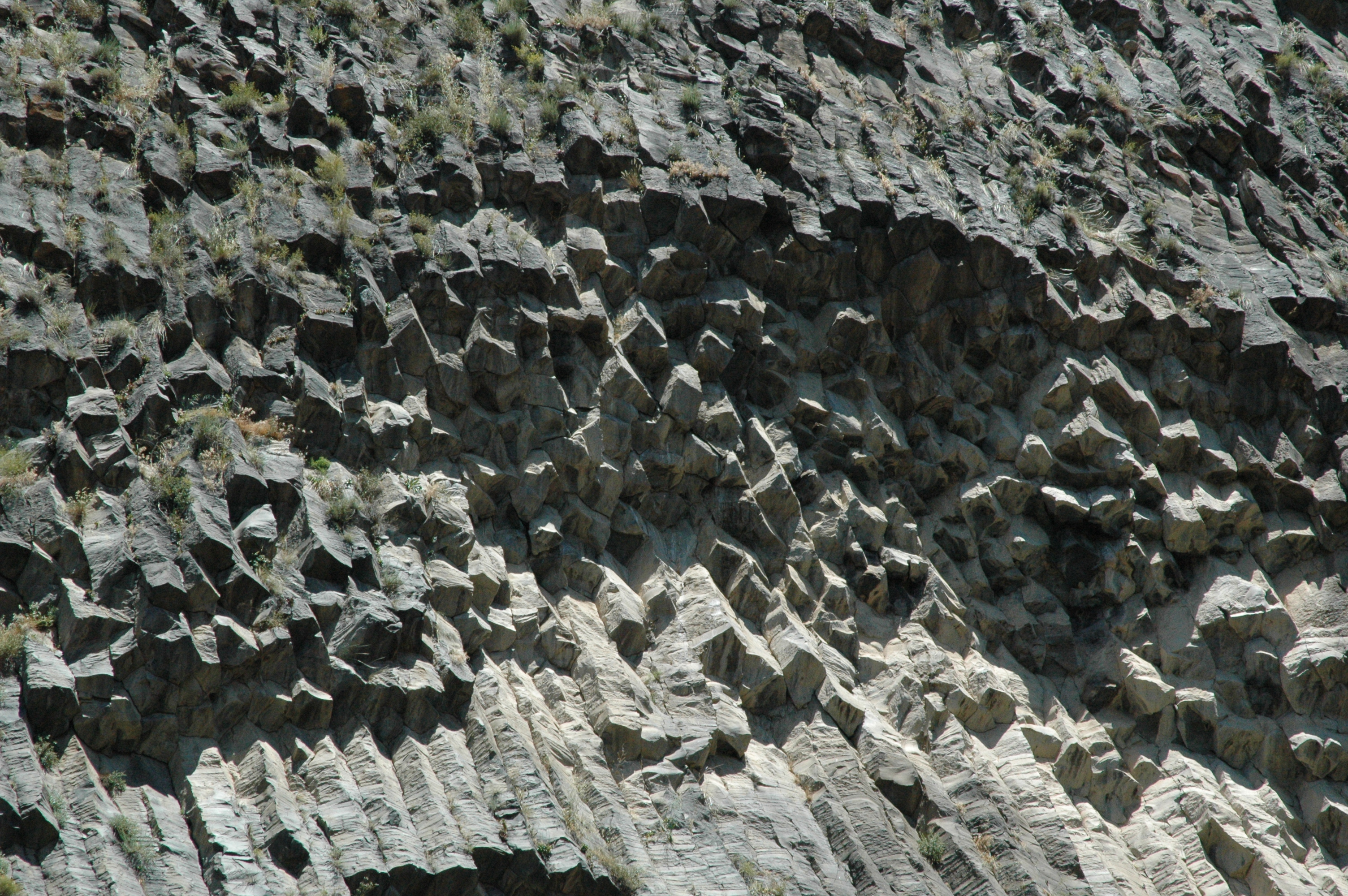
Basaltkolommen ("Symfonie van de Stenen")
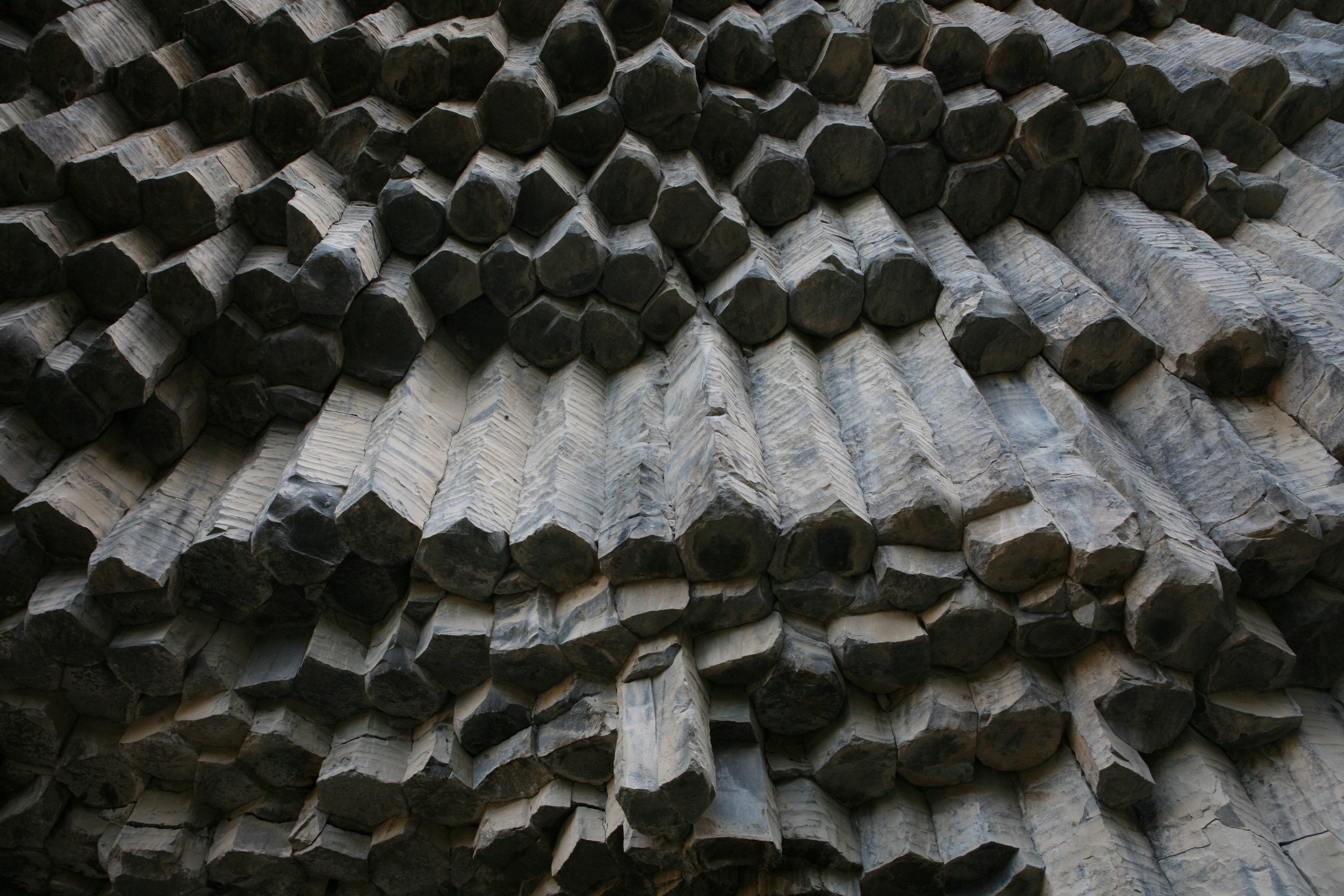
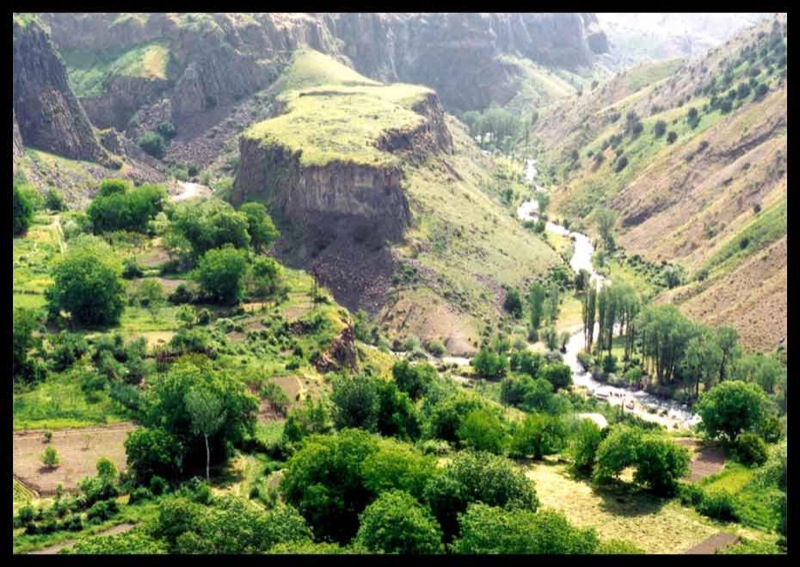
Garnivallei
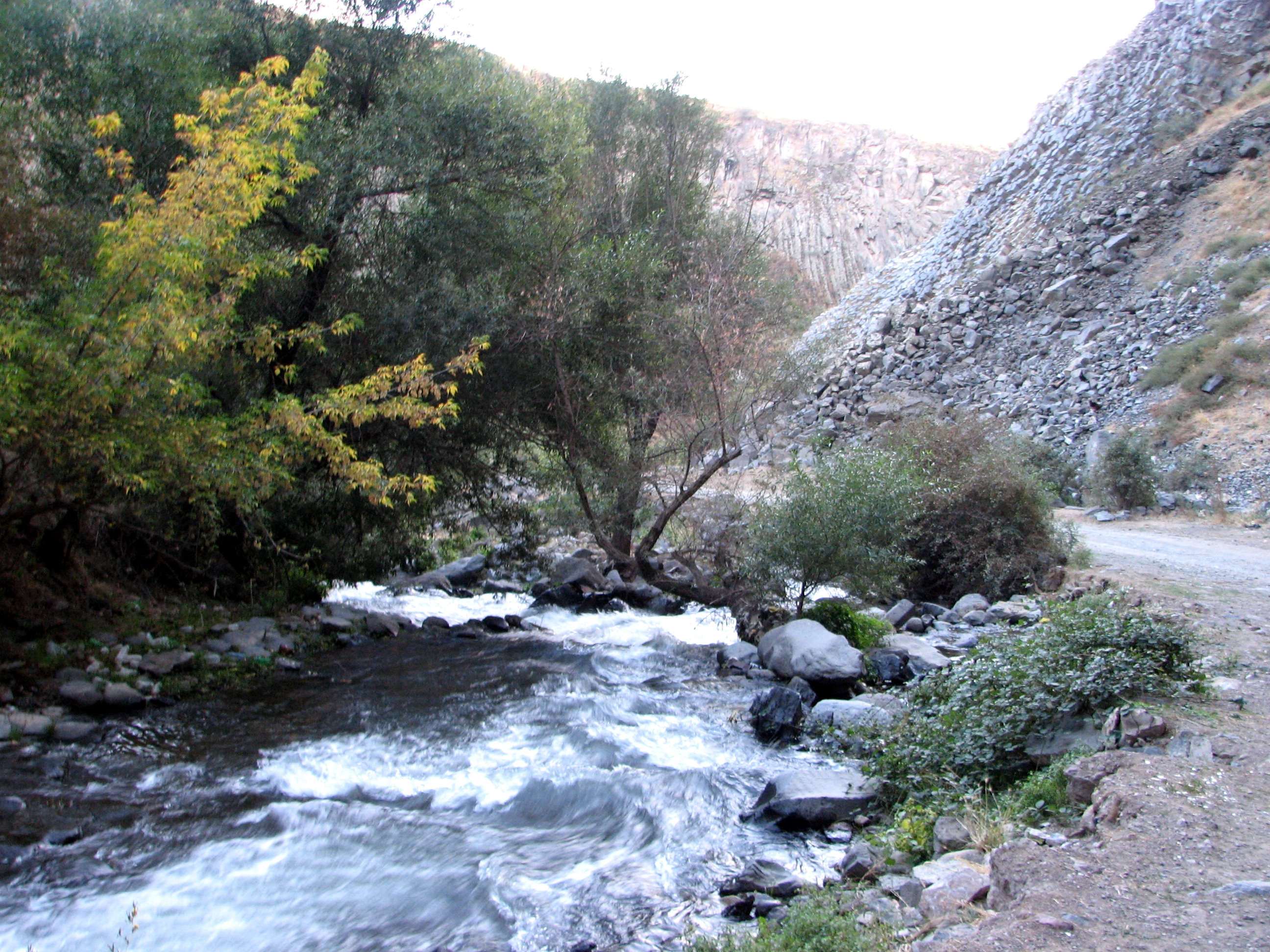
Garnirivier